# René Drezet
René (Émile, Charles, Jules) Drezet, né le 7 août 1920 à Besançon (Doubs) et mort au combat le 7 septembre 1944 dans la même ville, est un ouvrier mécanicien et résistant français,.
Étudiant au lycée Jules-Haag, il devient horloger-mécanicien chez Zénith. Admis comme pilote de l'armée de l'air en décembre 1939 et participant aux combats du 15 au 25 juin 1940, il est démobilisé à la suite de l'armistice. Engagé volontaire auprès des Forces françaises libres à partir du 25 août 1944, il prend part aux combats relatifs à la Libération de Besançon au côté des troupes américaines. Tué durant les combats au niveau du quartier des Chaprais, il est inhumé au cimetière des Chaprais. Il obtient des obsèques nationales le 11 septembre à l'Institution Saint-Joseph, est reconnu mort pour la France le 26 février 1945,, est homologué soldat FFI, alors qu'à Besançon son nom figure au monument aux morts, sur la stèle commémorative 1939-1945, sur le livre d’or des Habitants de Besançon morts pour la France ainsi que sur le livre d’or du lycée Jules Haag.